# Чечотт, Виктор Антонович
Ви́ктор Анто́нович Чечотт (6 [18] июня 1846, Могилёв, Могилёвская губерния, Российская империя — 19 ноября [2 декабря] 1917, Петроград) — российский музыкальный критик, композитор, пианист и музыкальный педагог. Брат психиатра Оттона Чечотта, дядя инженера Альберта Чечотта.
Воспитывался в Санкт-Петербурге, с 9-летнего возраста учился игре на фортепиано у А. Контского, позже у Гензельта. Затем был учеником А. И. Виллуана (фортепиано) и Серова (композиция). В 1860-х годах давал фортепианные концерты. С 1875 года его статьи по музыке начали печататься в «Музыкальном листке», затем в «Музыкальном обозрении» (1885—1888) «Искусстве» (1883—1884, Гриднина), «Баяне», «Артисте» и других изданиях. В 1883 году переехал в Киев, где стал преподавателем истории музыки в музыкальном училище и продолжал заниматься написанием критических статей. С 1883 по 1886 год преподавал фортепиано в Киевском институте благородных девиц. Был сторонником «новой русской музыкальной школы», считался одним из наиболее авторитетных провинциальных музыкальных критиков России.
Выполнил ряд переводов книг на тему музыки, в том числе перевёл книгу Блацерны «Теория звука в приложении к музыке» (1878). Главные труды: «Опыт рационального изложения учения о ритме и мелисмах», «А. П. Бородин», «25-летие Киевской русской оперы»; из композиций — 2 симфонии, музык. картина «Степь», торжественный марш в память Мицкевича для оркестра, оркестровая сюита «Детство», струнный квартет, оперы «Альманзор» и «Марсит». Большинство его произведений осталось в рукописях. Изданы многие его романсы и пьесы для фортепиано.